# Carex pontica
Carex pontica là một loài thực vật có hoa trong họ Cói. Loài này được Albov mô tả khoa học đầu tiên năm 1895.